# Siegfried Bönighausen
Siegfried Bönighausen (* 20. März 1955 in Gladbeck) ist ein ehemaliger deutscher Fußballspieler. Als Spieler von Rot-Weiss Essen, Borussia Dortmund und VfL Bochum hat der Mittelfeld- und Abwehrspieler von 1976 bis 1985 in der Fußball-Bundesliga insgesamt 117 Ligaspiele absolviert und sechs Tore erzielt.

## Karriere
Vom FC Schalke 04 war Bönighausen zum Bonner SC gekommen und gehörte 1975/76 dem Meisterteam des BSC in der Verbandsliga Mittelrhein an. Nach dem Aufstieg in die 2. Bundesliga verließ er Bonn und unterschrieb beim Bundesligisten Rot-Weiss Essen zur Saison 1976/77 einen neuen Vertrag und wechselte damit in die Bundesliga. Der gelernte Starkstromelektriker sollte zusammen mit Frank Mill die zwei Verluste von Manfred Burgsmüller und Willi Lippens bei der Elf aus Bergeborbeck in Grenzen halten. Bönighausen debütierte am 14. August 1976 bei einem 2:2-Auswärtsremis bei Tennis Borussia Berlin in der Bundesliga. Er stürmte in der Elf von Trainer Ivica Horvat auf Linksaußen und bildete zusammen mit Flemming Lund und Horst Hrubesch den Angriff. Mit einer schwachen Abwehr die 103 Gegentore einfing und einer indiskutablen Auswärtsbilanz mit 4:30 Punkten stieg Essen als Tabellenschlusslicht aus der Bundesliga ab. Bönighausen hatte 25 Ligaspiele (1 Tor) absolviert und Horst Hrubesch trotz der schwachen Mannschaftsleistung 20 Treffer erzielt. Im DFB-Pokal scheiterten Bönighausen und Kollegen erst im Halbfinale am 7. April 1977 mit 0:4 beim 1. FC Köln.
Nach dem Abstieg spielte er noch bis 1980 mit der Mannschaft von der Hafenstraße in der 2. Fußball-Bundesliga. In diesen drei Jahren kam er in 89 Zweitligaspielen auf zwölf Tore. 1978 und 1980 wurde er jeweils mit RWE Vizemeister. In den Relegationsspielen gegen die Südvizemeister 1. FC Nürnberg und Karlsruher SC scheiterte Essen aber jeweils.
Es folgte zur Saison 1980/81 der Wechsel zu Borussia Dortmund. Unter Trainer Udo Lattek bestritt er aber in seinem ersten Jahr bei Schwarz-Gelb lediglich ein Bundesligaspiel: Am 14. Februar 1981 wurde er in der 2. Halbzeit bei einem 2:2 bei Fortuna Düsseldorf für Erdal Keser eingewechselt. Unter Trainer Branko Zebec bestritt er am 19. September 1981 sein erstes Ligaspiel bei einem 1:1 gegen Arminia Bielefeld, wo er vor Torhüter Eike Immel mit Lothar Huber, Jürgen Sobieray und Rolf Rüssmann als linker Außenverteidiger die Abwehrkette bildete. Acht Tage später schlug der BVB vor 54.000 Zuschauern im Heimspiel den FC Bayern München mit gleicher Abwehrformation mit 2:0. Am Rundenende hatte Bönighausen in elf Ligaspielen mitgewirkt und Dortmund hatte sich mit dem 6. Tabellenrang für den UEFA-Pokal der Runde 1982/83 qualifiziert. In seinem dritten Jahr in Dortmund erlebte Bönighausen mit Karlheinz Feldkamp auch seinen dritten Trainer. Jetzt gehörte er mit 32 Ligaspielen und zwei Toren auch der Stammformation an, die sich in der Defensive zumeist mit Immel, Huber, Rüssmann, Meinolf Koch und Ralf Loose präsentierte. Am 15. und 29. September vertrat er auch die Borussia in den zwei Spielen im UEFA-Pokal gegen Glasgow Rangers. Das Heimspiel endete 0:0 und in Glasgow verlor der BVB mit 0:2.
Es folgten noch von 1983 bis 1986 drei Runden beim VfL Bochum, wo er nach einer langwierigen Verletzung aus dem Heimspiel am 22. März 1985 bei einem 5:2-Erfolg gegen den Karlsruher SC, kein weiteres Pflichtspiel mehr bestreiten konnte. Sein letztes Bundesligaspiel bestritt er unter Trainer Rolf Schafstall an der Seite von Torhüter Ralf Zumdick, Ingo Pickenäcker, Heinz Knüwe und Martin Kree.